# José-Claude Mbimbi Mbamba

Wappen von José-Claude Mbimbi Mbamba

José-Claude Mbimbi Mbamba (* 30. Juli 1962 in Kinshasa) ist ein kongolesischer Geistlicher und römisch-katholischer Bischof von Boma.

## Leben
José-Claude Mbimbi Mbamba studierte nach dem Schulabschluss in Ruanda ab 1980 Philosophie am Grand Séminaire de Philosophie Abbé Ngidi in Boma. Nachdem Mbimbi Mbamba von 1983 bis 1984 ein Pastoralpraktikum in der Pfarrei St. Pierre im Bistum Pointe-Noire absolviert hatte, studierte er Katholische Theologie am Grand Séminaire Saint Robert Bellarmin de Mayidi und an der Université Catholique du Congo in Kinshasa. Er erwarb zudem ein Diplom im Fach Philosophie und Afrikanische Religionen. Mbimbi Mbamba empfing am 28. August 1988 das Sakrament der Priesterweihe für das Bistum Boma.
Von 1988 bis 1990 unterrichtete José-Claude Mbimbi Mbamba am Kleinen Seminar Saint François Xavier de Mbata Kiela in Boma, bevor er Pfarrvikar der Pfarrei Mama ya Luzingu und Bibliothekar am Grand Séminaire de Philosophie Abbé Ngidi wurde. 1992 setzte Mbimbi Mbamba seine Studien an der Université Catholique du Congo in Kinshasa fort, die er 1994 mit einem Lizenziat im Fach Philosophie abschloss. Nachdem er kurzzeitig als Rektor des Foyer Universitaire Saint Paul in Kinshasa gewirkt hatte, wurde er Professor und Subregens am Grand Séminaire de Philosophie Abbé Ngidi. Von 1998 bis 2003 war José-Claude Mbimbi Mbamba Beauftragter für die Priesterausbildung und ab 2001 zusätzlich Diözesankanzler des Bistums Boma. Daneben war er von 1998 bis 2001 persönlicher Sekretär des Weihbischofs in Boma, Cyprien Mbuka CICM. Von 2003 bis 2004 absolvierte Mbimbi Mbamba einen Italienischkurs in Rom und von 2004 bis 2005 einen Deutschkurs. Anschließend nahm er an der Eberhard Karls Universität Tübingen ein Promotionsstudium im Fach Philosophie auf. 2011 wurde er dort mit einer Arbeit über die Religionsphänomenologie Heideggers und deren Bedeutung für die Theologie promoviert. Daneben war José-Claude Mbimbi Mbamba von 2005 bis 2012 als Pfarrvikar in Herrenberg in der Diözese Rottenburg-Stuttgart sowie als Seelsorger der italienischsprachigen Gemeinde tätig. Nach der Rückkehr in seine Heimat war Mbimbi Mbamba erneut Professor sowie ab 2014 zudem Regens des Grand Séminaire de Philosophie Abbé Ngidi und Bischofsvikar für die Laien.
Am 19. März 2021 ernannte ihn Papst Franziskus zum Bischof von Boma. Der Erzbischof von Kinshasa, Fridolin Kardinal Ambongo Besungu OFMCap, spendete ihm am 27. Juni desselben Jahres vor der Kathedrale Notre Dame de l’Assomption in Boma die Bischofsweihe; Mitkonsekratoren waren der Apostolische Nuntius in der Demokratischen Republik Kongo, Erzbischof Ettore Balestrero, und der emeritierte Bischof von Boma, Cyprien Mbuka CICM.

## Schriften
- La phénoménologie de la religion du jeune Heidegger et sa signification pour la théologie: contribution à la critique de la religiosité africaine (= Europäische Hochschulschriften, Reihe 23: Theologie. Band 931). Peter-Lang-Verlag, Frankfurt am Main 2012, ISBN 978-3-631-63779-1 (französisch).